# Crataegus laevigata
Crataegus laevigata là loài thực vật có hoa trong họ Hoa hồng. Loài này được (Poir.) DC. mô tả khoa học đầu tiên năm 1825.

## Hình ảnh

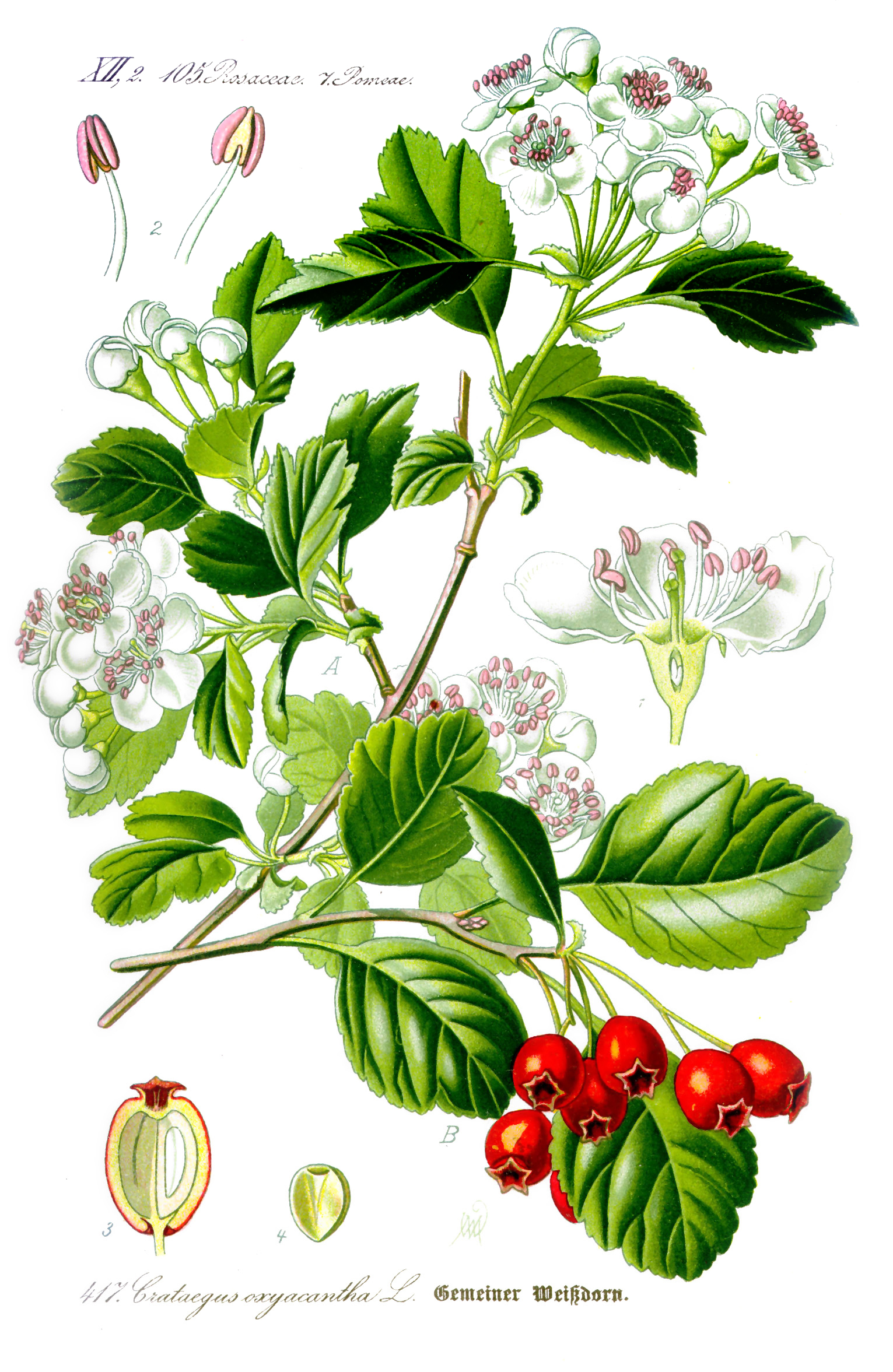
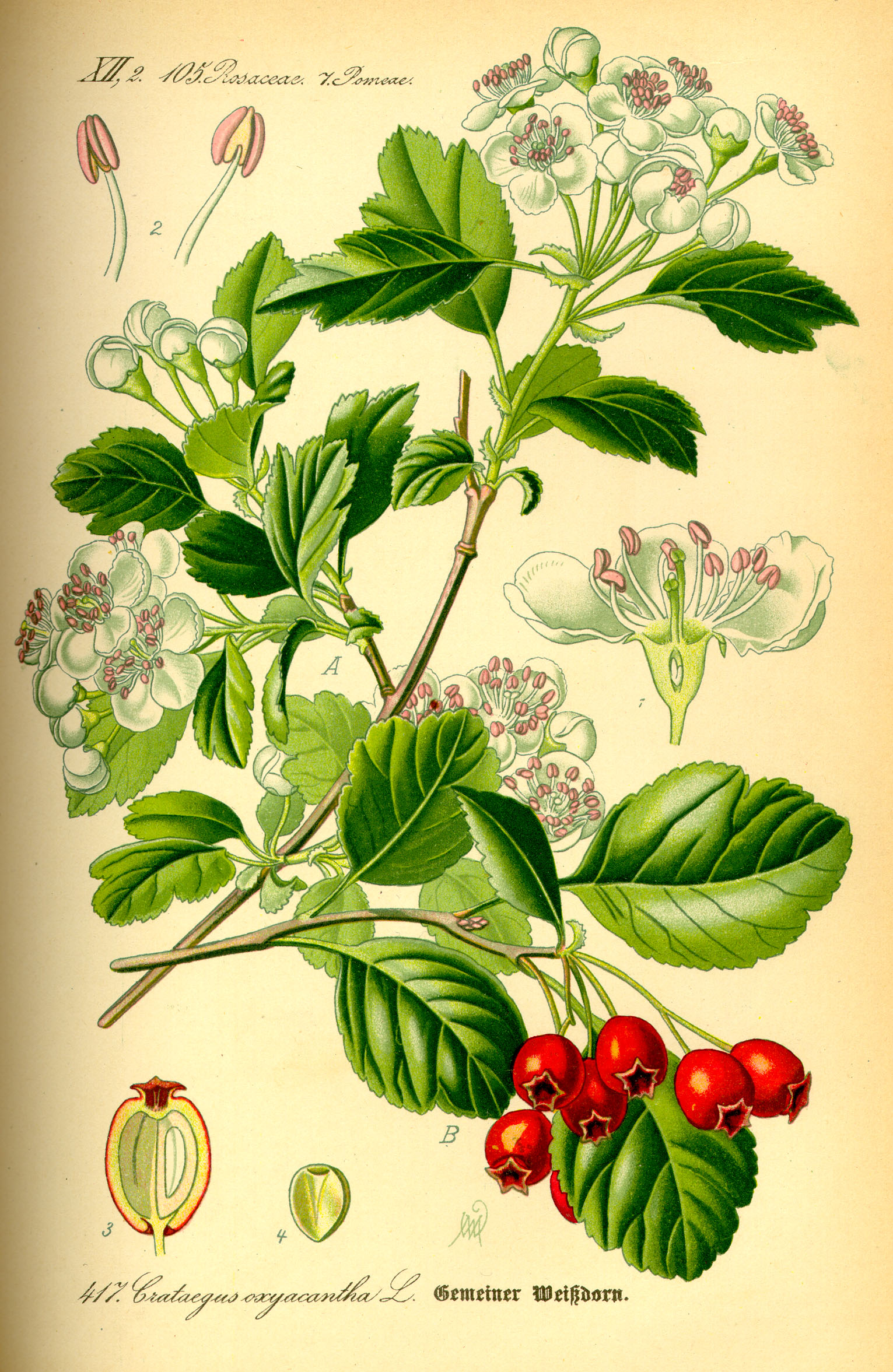
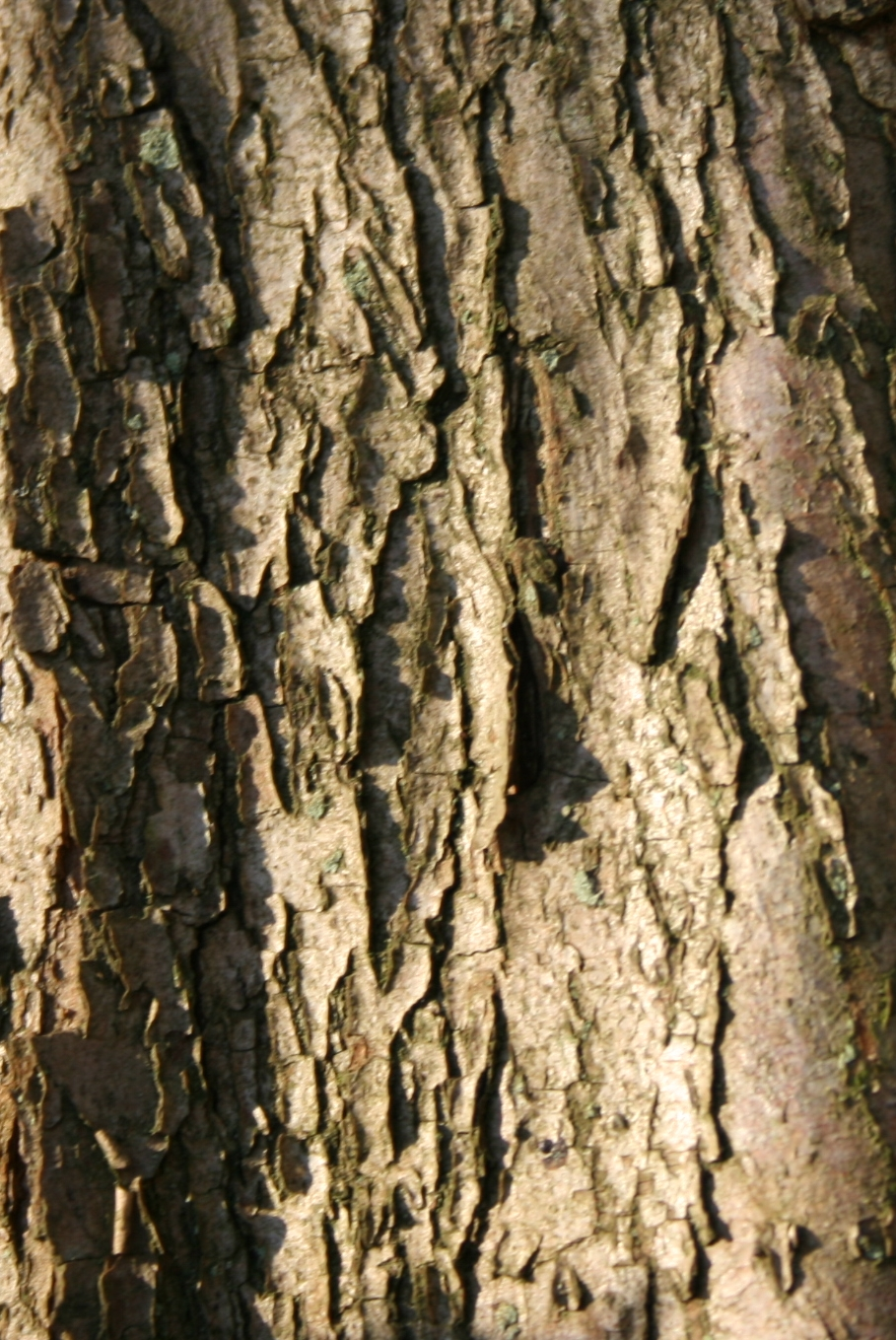